# آبشار نوادا
آبشار نوادا (به انگلیسی: Nevada Fall) آبشاری است که در پارک ملی یوسیمیتی، کالیفرنیا، ایالات متحده آمریکا واقع شده و ارتفاع کلی ریزشگاه آن ۵۹۴ فوت (۱۸۱ متر) است.